# Longjumeau (doyenné)
Pour les articles homonymes, voir Longjumeau (homonymie).
Le secteur pastoral de Longjumeau est une circonscription administrative de l'église catholique de France, subdivision du diocèse d'Évry-Corbeil-Essonnes.

## Histoire
Le synode diocésain de 1987 a modifié le statut du doyenné en secteur pastoral.

## Organisation
Le secteur pastoral de Longjumeau est rattaché au diocèse d'Évry-Corbeil-Essonnes, à l'archidiocèse de Paris et à la province ecclésiastique de Paris. Il est situé dans le vicariat Nord et la zone urbaine du diocèse.

### Paroisses suffragantes
Le siège du doyenné est fixé à ?. Le secteur pastoral de Longjumeau regroupe les paroisses des communes de:
- Ballainvilliers,
- Champlan,
- Chilly-Mazarin,
- Épinay-sur-Orge,
- Longjumeau,
- Morangis,
- Saulx-les-Chartreux,
- Wissous.

### Prêtres responsables
| Période                                  | Période   | Identité           | Fonction précédente | Observation |
| ---------------------------------------- | --------- | ------------------ | ------------------- | ----------- |
| ?                                        | Sept 2012 | Père Guy Labourel  |                     | -           |
| Sept 2012                                | Aout 2019 | Père Jordi Postius |                     | -           |
| Les données manquantes sont à compléter. |           |                    |                     |             |

## Patrimoine religieux remarquable
- Église Saint-Étienne à Chilly-Mazarin ;
- Église Saint-Martin à Longjumeau ;
- Église Notre-Dame-de-l'Assomption-de-la-Très-Sainte-Vierge à Saulx-les-Chartreux ;
- Église Saint-Denis à Wissous.

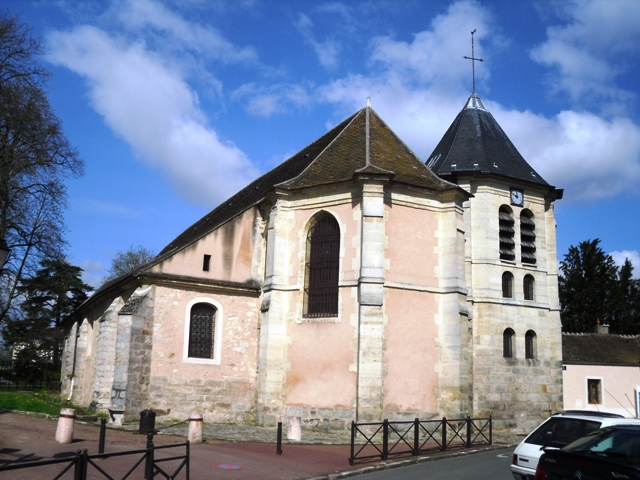
L'église Saint-Étienne de Chilly-Mazarin.
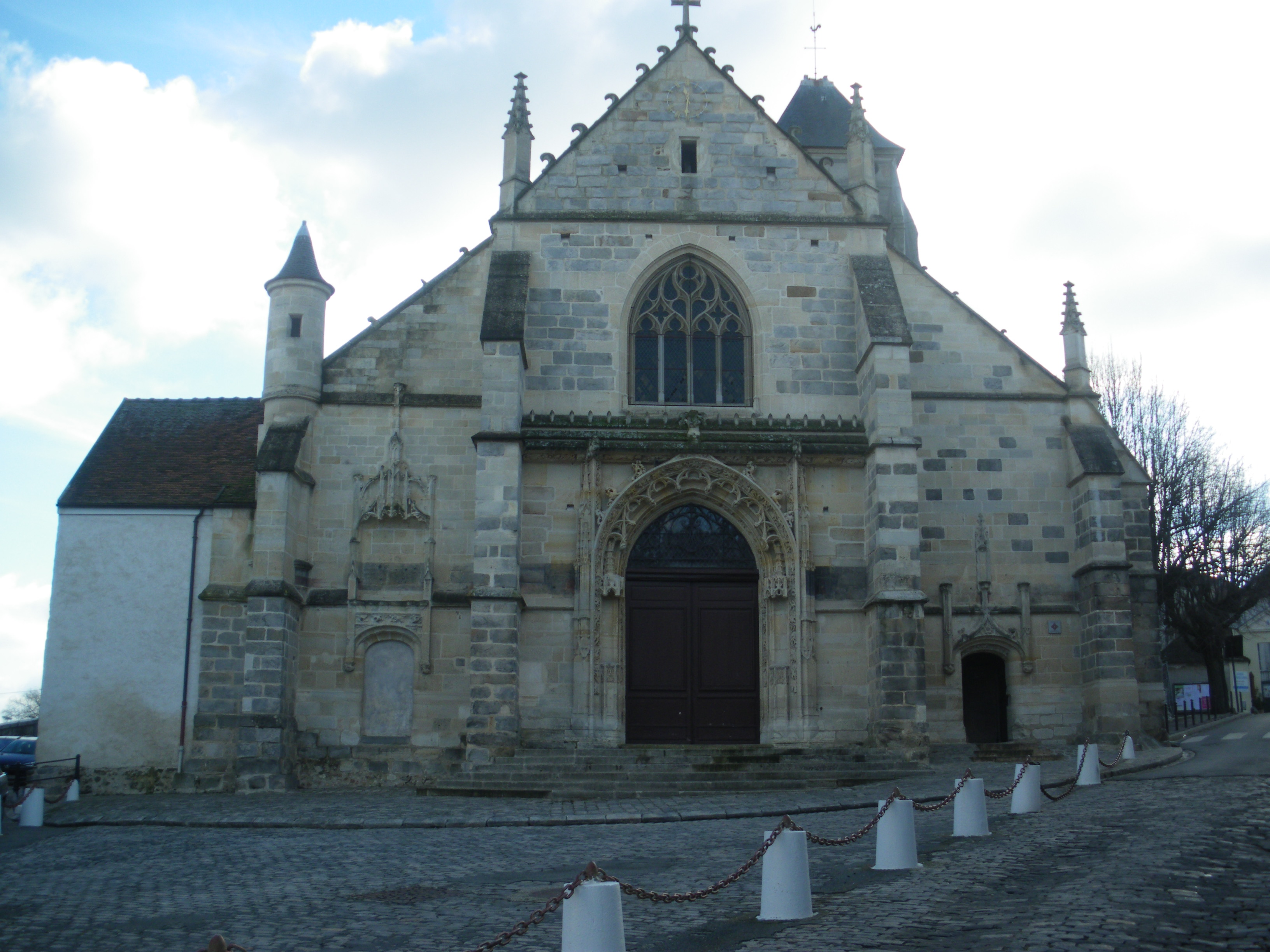
L'église Saint-Martin de Longjumeau.
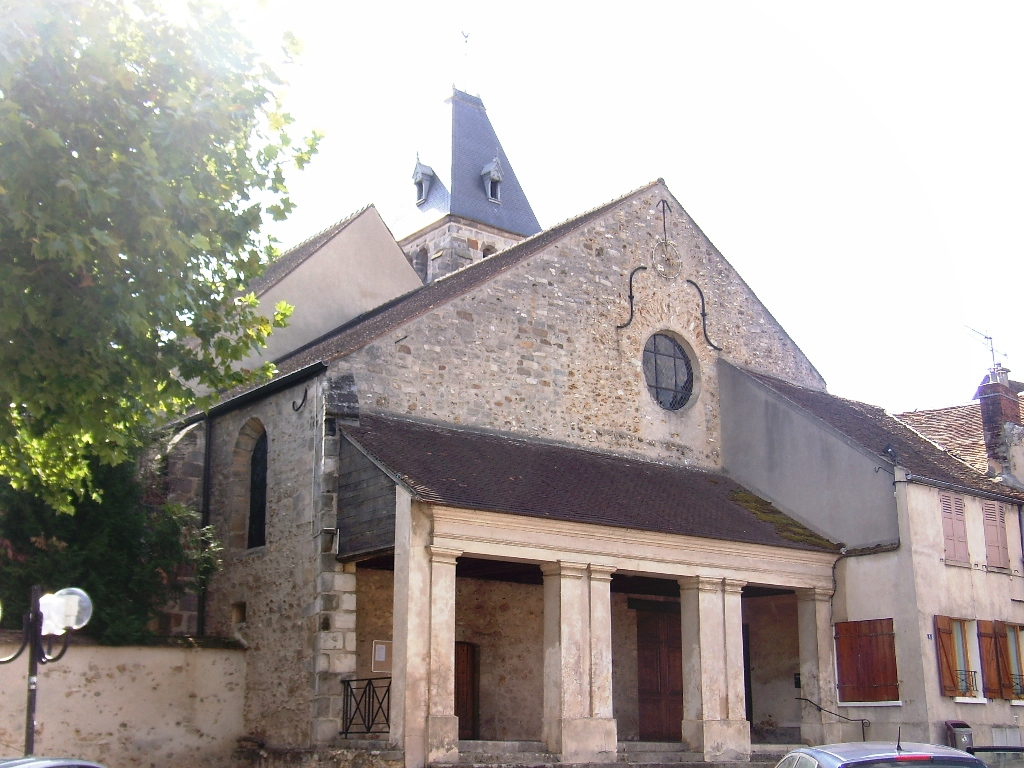
L'église Notre-Dame-de-l'Assomption-de-la-Très-Sainte-Vierge de Saulx-les-Chartreux.
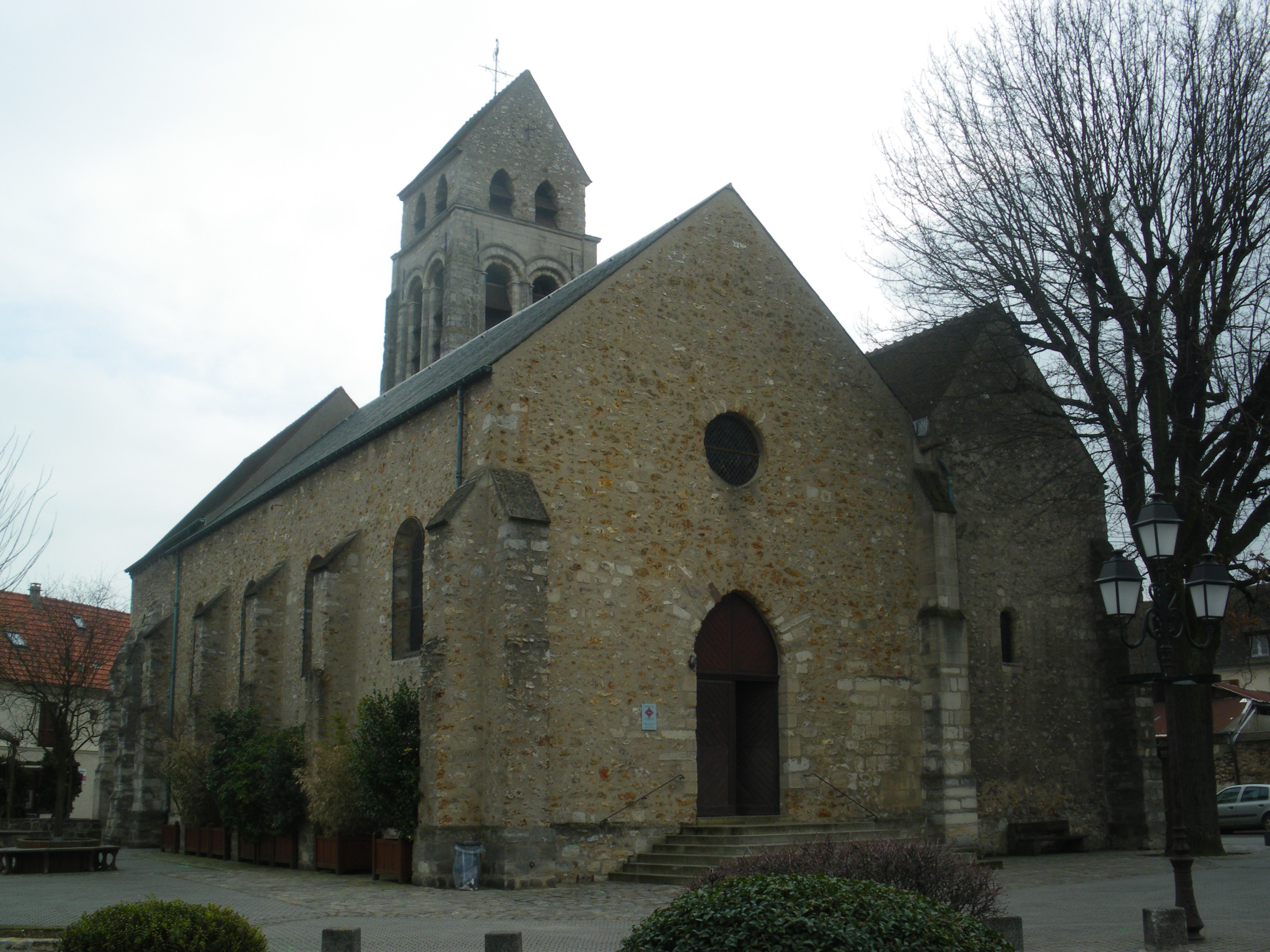
L'église Saint-Denis de Wissous.

## Pour approfondir

## Sources
1. ↑  « Carte du découpage en secteurs sur le site du diocèse. »(Archive.org • Wikiwix • Archive.is • Google • Que faire ?) Consulté le 10/08/2010.